# Albert Theodor Wossidlo
Albert Theodor Wossidlo (* 7. Juli 1794 in Abtshagen; † 17. Mai 1859 ebenda) war ein deutscher evangelisch-lutherischer Geistlicher und Schriftsteller. Er war Pastor in Abtshagen in Neuvorpommern und schrieb für theologische Zeitschriften und für Unterhaltungsblätter. 

## Leben
Er wurde in Abtshagen im damaligen Schwedisch-Pommern als Sohn des Pastors geboren. Sein Vater, Johann Christian Wossidlo, stammte aus Posen, hatte an der Universität Frankfurt studiert und war seit 1780 Pastor in Abtshagen.
Wossidlo besuchte das Gymnasium Stralsund und begann 1814 sein Studium an der Universität Greifswald. Sein Vater hatte ihn für die Rechtswissenschaften vorgesehen, doch entschied er sich für das Studium der Theologie. Er setzte sein Studium an der Universität Göttingen fort, wo unter anderem Friedrich Ludewig Bouterweck und Heinrich Ludwig Planck seine Lehrer waren. 
1817 beendete er sein Studium und wurde seinem Vater in Abtshagen als zweiter Pastor und Nachfolger beigegeben. Er heiratete, doch seine Frau starb nach der Geburt einer Tochter. Bald wurde er krank, so dass er für einige Jahre nicht als Pastor amtieren konnte. Während seiner Krankheit konnte er sich aber wissenschaftlich beschäftigen und sogar heitere kleine Erzählungen veröffentlichen. 
Nach seiner Gesundung wurde er wieder als Pastor tätig. 1832 hielt er seine zweite Antrittspredigt. Einen Ruf auf die Stelle des Superintendenten in Wolgast lehnte er ab. Im Herbst 1832 heiratete er erneut. Er veröffentlichte in theologischen Zeitschriften und in Unterhaltungsblättern und war Vorstandsmitglied des Stralsunder Zweigvereins der Gustav-Adolf-Stiftung. Seit 1838 war er auch Mitglied des litterarisch-geselligen Vereins zu Stralsund, wo er Vorträge hielt, von denen einige in der Stralsunder Zeitschrift Sundine veröffentlicht wurden. In seinen letzten Lebensjahren beschäftigte er sich besonders mit der Hymnologie und veröffentlichte Aufsätze hierzu.